# Embajada de Estados Unidos en Saigón
La Embajada de los Estados Unidos en Saigón se estableció por primera vez en junio de 1952, se mudó a un nuevo edificio en 1967 y finalmente cerró en 1975. La embajada fue el escenario de una serie de acontecimientos importantes de la guerra de Vietnam, en particular el ataque del Viet Cong durante la ofensiva del Tet, que ayudó a que la opinión pública estadounidense se opusiera a la guerra, y la evacuación en helicóptero durante la caída de Saigón, tras la cual la embajada cerró permanentemente.
En 1995, Estados Unidos y la República Socialista de Vietnam establecieron formalmente relaciones y los terrenos y el edificio de la embajada fueron devueltos a Estados Unidos. La antigua embajada fue demolida posteriormente en 1998 y actualmente es un parque dentro del recinto del Consulado General de Estados Unidos en lo que ahora se llama Ciudad Ho Chi Minh.

## Primera embajada

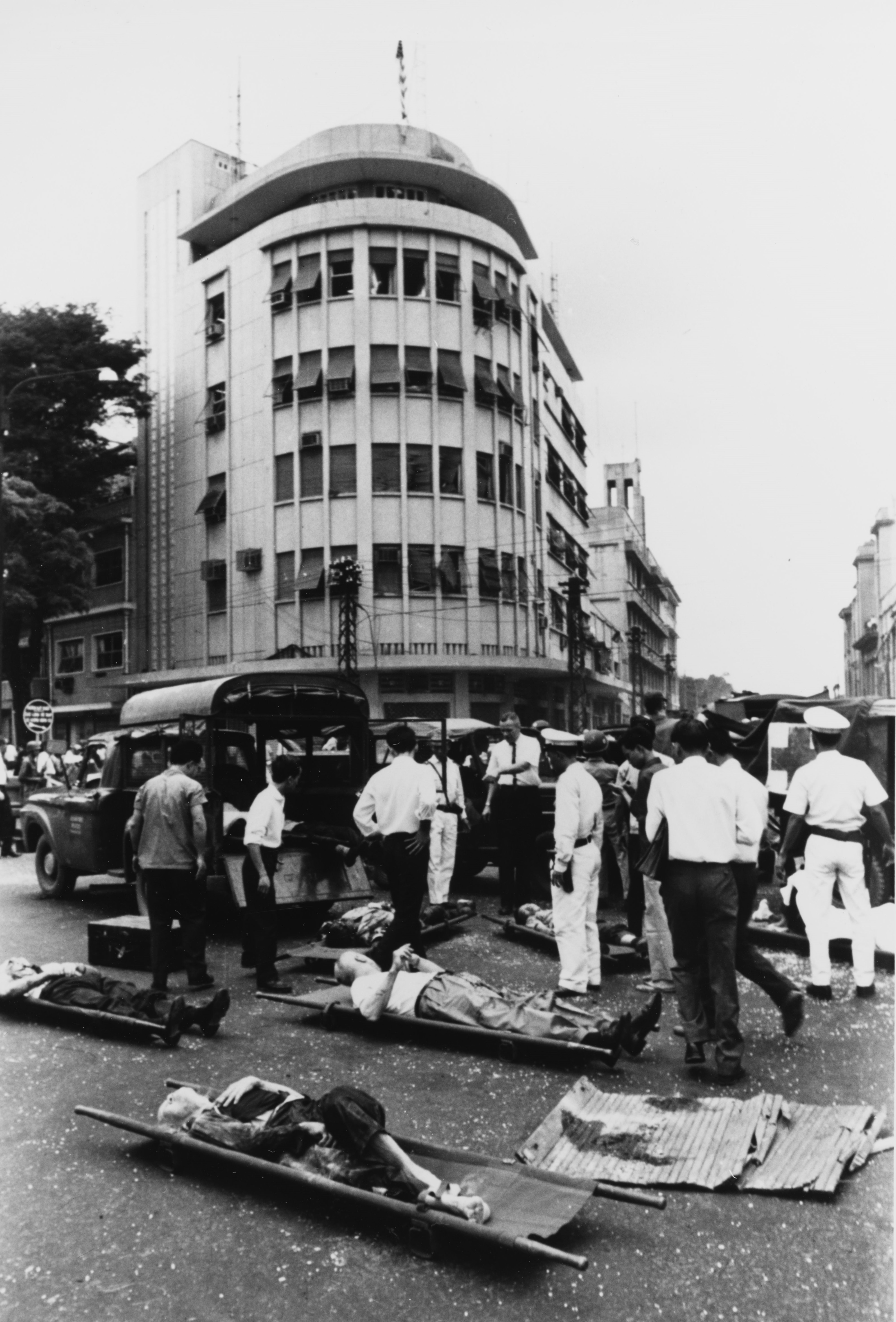
Primera embajada de Estados Unidos en el bulevar Hàm Nghi después del atentado.

La presencia diplomática estadounidense en Saigón se estableció el 9 de diciembre de 1907 como consulado. Actuó como representante en la Indochina francesa, sucediendo a un agente comercial estadounidense que se había establecido en Saigón en 1889. Estados Unidos otorgó reconocimiento al Estado de Vietnam liderado por el gobierno de Bảo Đại en 1950, y el 17 de febrero, el Consulado General en Saigón fue elevado al estatus de Legación con Edmund A. Gullion como Encargado de Negocios interino. Tras los Acuerdos de Ginebra de 1954 y la posterior partición en Vietnam del Norte y Vietnam del Sur, Estados Unidos no extendió el reconocimiento diplomático a Vietnam del Norte. El 24 de junio de 1952, después de que el Senado de los Estados Unidos confirmara a Donald R. Heath como embajador de los Estados Unidos en Vietnam del Sur, se levantó el estatus de Legación en Saigón y se estableció formalmente la embajada. La primera embajada estuvo ubicada en 39 Hàm Nghi Boulevard y el edificio original permanece allí hoy.

### Bombardeo de la embajada en 1965

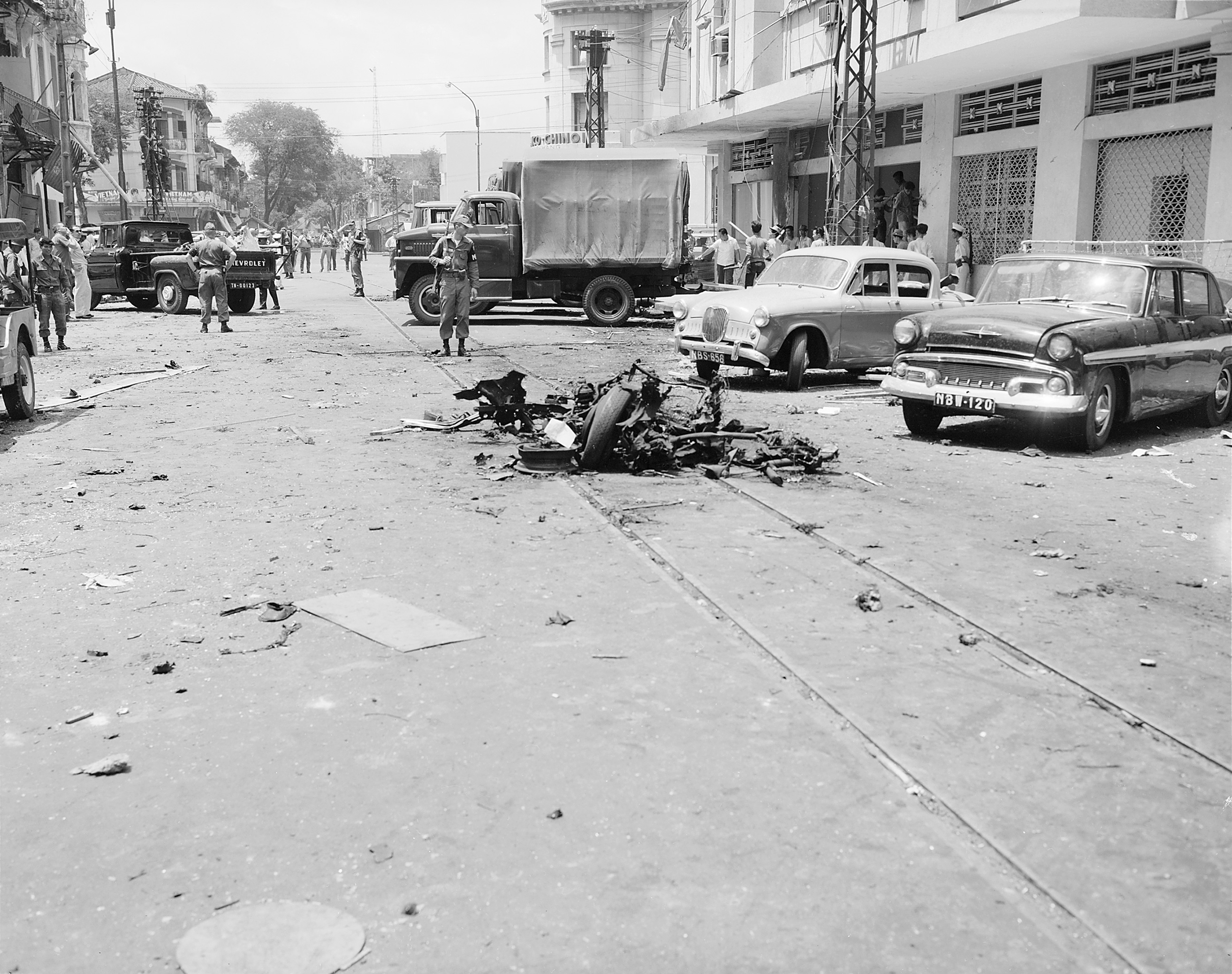
Restos del coche bomba del Viet Cong.

El 30 de marzo de 1965, el Viet Cong detonó un coche bomba frente a la embajada. El ataque se produjo cuando un policía vietnamita comenzó a discutir con el conductor de un automóvil estacionado frente a la embajada, pero el conductor se negó a irse y luego otro miembro del Viet Cong se acercó al automóvil y disparó contra el policía. Poco después del breve intercambio de disparos, el automóvil, que contenía 300 libras de explosivos plásticos, detonó frente a la embajada y mató a dos estadounidenses, una empleada de la CIA, Barbara Robbins y otro estadounidense, así como a 19 vietnamitas y un filipino que servían en la Marina de los EE. UU. e hirió a otras 183 personas. El Congreso de los Estados Unidos asignó 1 millón de dólares para reconstruir la embajada en una nueva ubicación después del ataque y, aunque se sugirieron ataques de represalia contra Vietnam del Norte, el presidente de los Estados Unidos, Lyndon Johnson, se negó. Tras el ataque, el ministro de Asuntos Exteriores de Vietnam del Sur, Tran Van Do, condecoró póstumamente a Barbara Robbins y al militar de la marina filipina con la Medalla de Honor de Primera Clase.

## Segunda embajada

### Complejo de la embajada

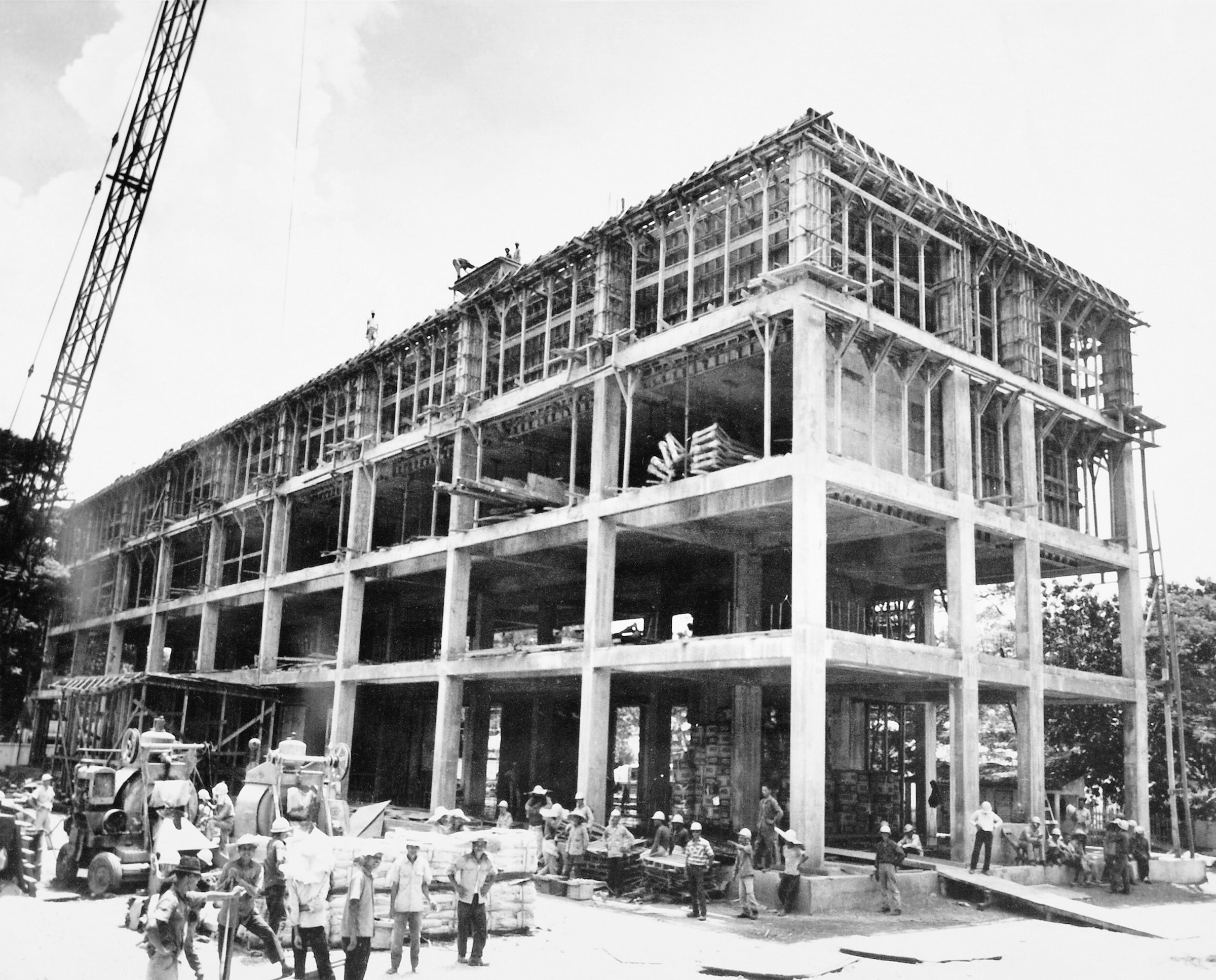
La cancillería en construcción, 1966

Debido a preocupaciones de seguridad tras el bombardeo de 1965, se decidió construir una nueva embajada con mayor protección. El sitio seleccionado fue un sitio de 12.900 m2 conocido como Norodom Compound en el número 4 del bulevar Thong Nhut (ahora Le Duan) en la esquina de Thong Nhut y la calle Mac Dinh Chi, cerca de donde el río Bến Nghé ingresa al río Saigón. La embajada estaba al lado de la embajada francesa, frente a la embajada británica y ubicada cerca del Palacio Presidencial.

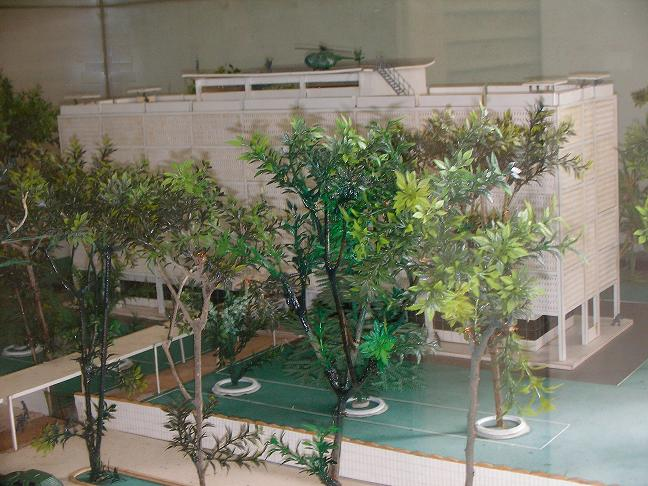
Maqueta de la segunda cancillería en el Museo de la ciudad de Ho Chi Minh.

Aunque fue diseñado originalmente a principios de 1965 por la firma Curtis and Davis, su diseño solo requería tres pisos y, debido al mayor compromiso de Estados Unidos en Vietnam, se necesitaba un edificio más grande. Como tal, en noviembre de 1965 se seleccionó a la firma Adrian Wilson and Associates para rediseñar el edificio. El nuevo diseño originalmente requería cuatro pisos, pero luego se elevó a seis y fue construido entre 1965 y 1967 por la empresa constructora estadounidense RMK-BRJ bajo la dirección del oficial de la Marina de los EE. UU. a cargo de la construcción RVN. RMK-BRJ empleaba una fuerza laboral de 500 vietnamitas, principalmente utilizando materiales de los EE. UU. debido a la escasez de productos básicos en Vietnam del Sur en ese momento. A pesar de eso, la arena y la grava utilizadas en la mezcla de hormigón, junto con las losas de la pasarela y los ladrillos utilizados en todas las paredes interiores procedían de Vietnam. La embajada fue inaugurada el 29 de septiembre de 1967, después de más de dos años de construcción y costó un total de 2,6 millones de dólares.

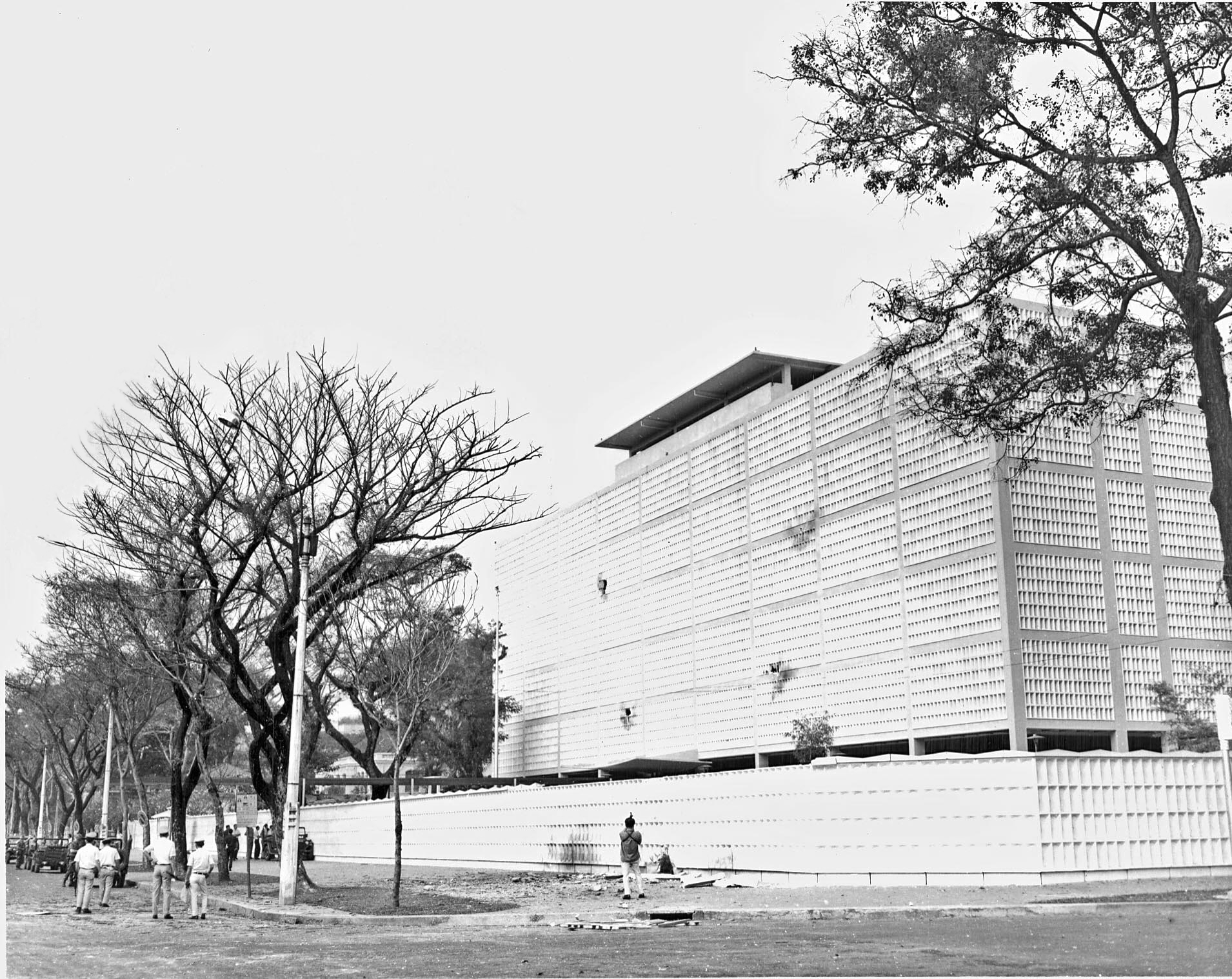
El segundo exterior de la cancillería en 1968.

La embajada constaba de dos recintos separados, un recinto consular cerrado por un muro separado y una puerta de acero y el recinto de la embajada con la cancillería, detrás había un estacionamiento, una villa de dos pisos utilizada como residencia por el coordinador de la misión (un civil asistente del embajador de Estados Unidos en Vietnam del Sur), un parque de vehículos y otras instalaciones. Había dos puertas de entrada, una entrada para peatones en el bulevar Thong Nhut y una entrada para vehículos en la calle Mac Dinh Chi. La nueva cancillería era un distintivo edificio de hormigón blanco de seis pisos, con una fachada de celosía de hormigón que servía para enfriar el edificio y desviar cohetes y otros proyectiles. Tanto por motivos estéticos como de seguridad, la cancillería quedó apartada de la calle. La cancillería era un edificio rectangular, de 63 m por 15 m, y estaba encerrada en un recinto amurallado de 133 m por 97 m. Estaba ubicado a 18 m dentro del complejo, protegido de ambas calles por un muro de 2,4 m con una mezcla de cemento y astillas de mármol de 150 mm de espesor. La fachada de celosía se extiende desde el primer piso hasta el techo, cubriendo todo el edificio con una protección solar de terrazo blanco. Estaba separada de las paredes de hormigón y de las ventanas de plexiglás irrompibles de la cancillería por un metro y medio de espacio.
La cancillería fue diseñada para una plantilla de 200 personas, con 49,670 pies cuadrados de espacio de oficinas que comprende 140 oficinas. También hubo oficinas ejecutivas en el tercer piso para la oficina del Embajador y otros miembros de alto rango de la Misión. También tenía aire acondicionado, su propio sistema de filtración de agua y, en la parte trasera del recinto, una planta de energía compuesta por cuatro generadores de 350 kilovatios. La cancillería también tenía un pequeño helipuerto (22.86 x 14.93 m) en el techo. Un toldo de hormigón se extendía desde la cancillería hasta la entrada peatonal del bulevar Thong Nhut.
La antigua embajada en el bulevar Hàm Nghi siguió utilizándose como anexo de la embajada.

### Ofensiva del Tet

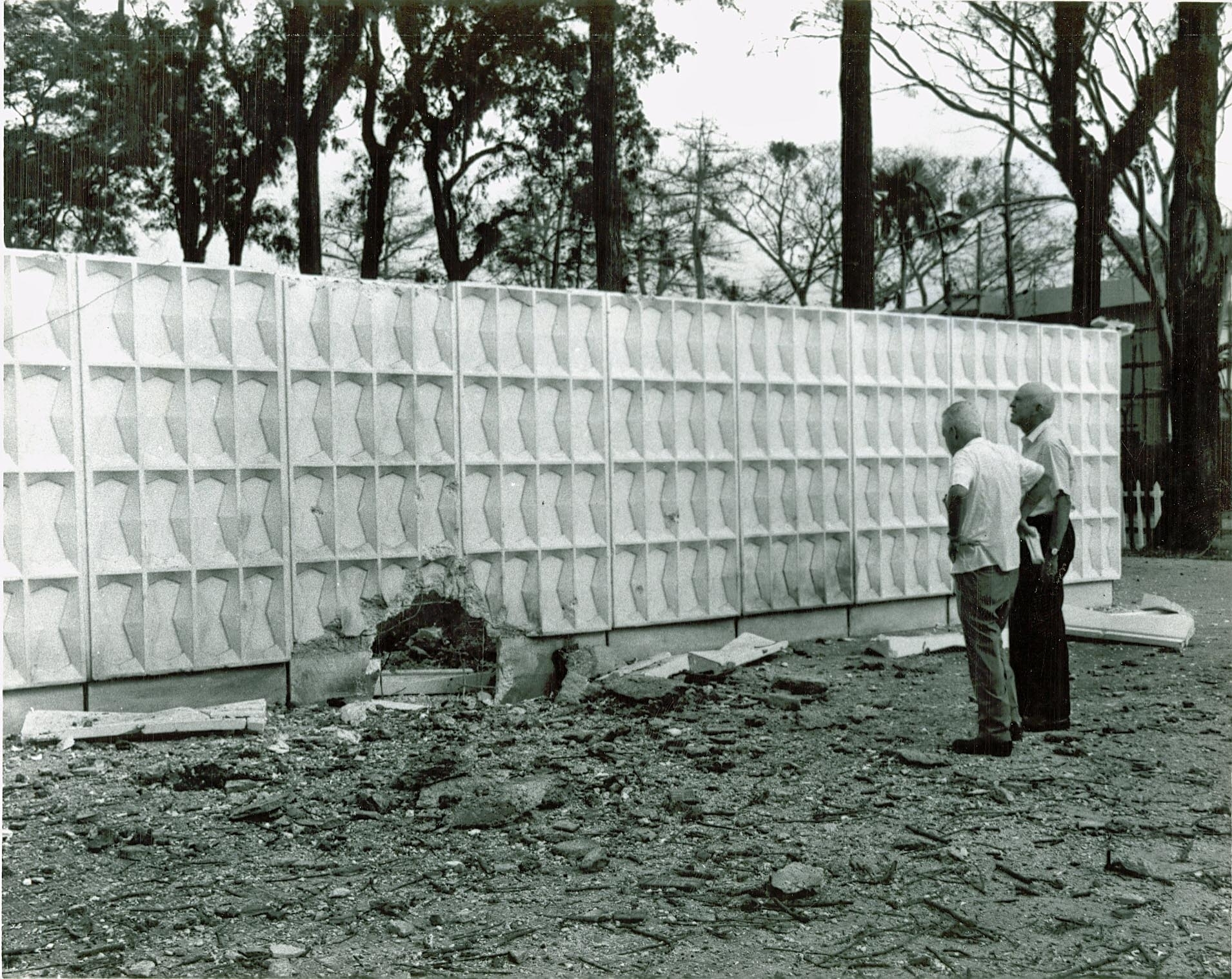
Agujero en el muro perimetral de la embajada a través del cual el Viet Cong ingresó a los terrenos de la embajada.

En la madrugada del 31 de enero de 1968, como parte de la ofensiva del Tet, 19 zapadores del Viet Cong del batallón de élite de zapadores C-10 atacaron la embajada. El VC fue atacado por dos policías militares del 716º Batallón de Policía Militar– parte de la 18ª Brigada de Policía Militar – en la entrada de vehículos en la calle Mac Dinh Chi quienes dieron la alarma. Dentro del edificio de la cancillería, los marines estadounidenses de la Guardia de Seguridad Marina sellaron el edificio.: 9–10 
Minutos más tarde, a las 02:47, el VC hizo un pequeño agujero en el muro perimetral del bulevar Thong Nhut y obtuvo acceso al recinto de la embajada. Los dos primeros VC que se arrastraron a través del agujero y entraron en el terreno fueron asesinados a tiros por los dos parlamentarios en su puesto de guardia en la entrada de la calle Mac Dinh Chi. Los parlamentarios pidieron ayuda por radio antes de ser asesinados por el fuego del VC. Una patrulla Jeep del MP respondió a las llamadas de ayuda de la embajada, pero cuando se acercaban a la embajada fueron recibidos por disparos de armas automáticas del VC que estaban fuera del muro, matando a ambos MP.

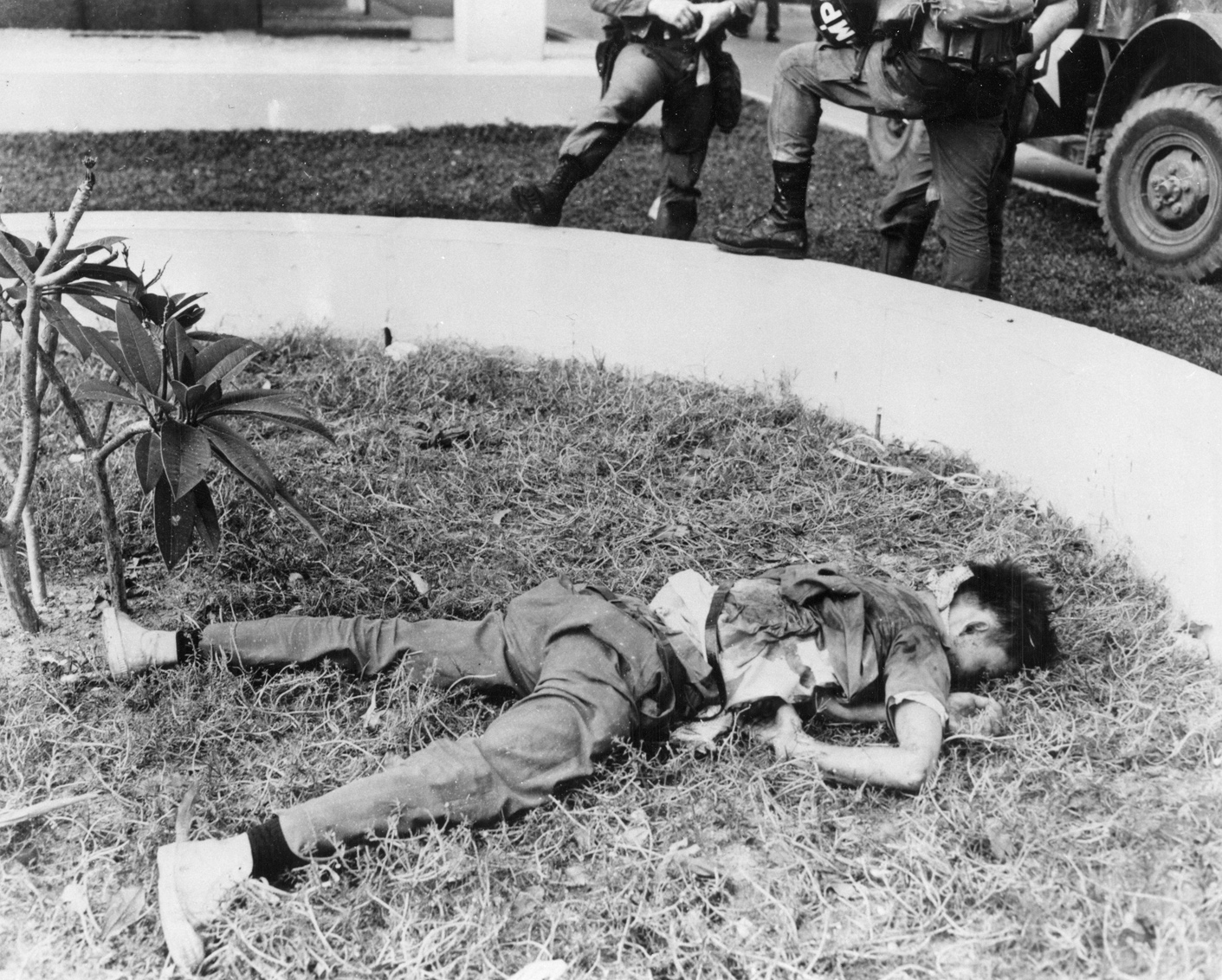
Zapador del Viet Cong muerto en una jardinera en los terrenos de la embajada.

Además de tres marines, había dos civiles vietnamitas y seis estadounidenses dentro del edificio de la cancillería en el momento del ataque. Los estadounidenses se armaron con revólveres calibre .38, metralletas Beretta M12 y una escopeta y esperaron a que el VC entrara. Ambos habían sido asesinados después de que entraron en los terrenos de la embajada. El VC fácilmente podría haberse abierto paso hasta la cancillería si se les hubiera ordenado hacerlo; en lugar de eso, tomaron posiciones dentro o cerca de las jardineras circulares alrededor de la cancillería y respondieron al fuego contra el creciente número de estadounidenses que les disparaban.: 23–24 
Los marines restantes del destacamento de la Guardia de Seguridad Marina se organizaron en equipos de reacción rápida y se dirigieron a la embajada donde prendieron fuego a los jardines de la embajada.: 14 

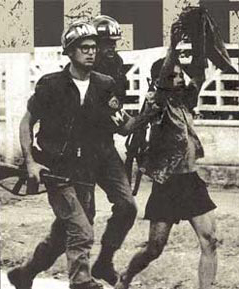
Diputados escoltan a una cautiva del Viet Cong lejos de la embajada.

A las 04:20, el general William Westmoreland ordenó al 716.º Batallón MP que despejara la embajada como su primera prioridad. Al carecer de vehículos blindados y helicópteros, los parlamentarios enviaron más tropas para acordonar la embajada.: 23  La situación táctica se vio confusa por la oscuridad y las malas comunicaciones dentro de la cancillería y entre la cancillería y los parlamentarios y los marines fuera del recinto de la embajada.: 24 
Cuando amaneció en la mañana del 31 de enero, los parlamentarios y los marines entraron en los terrenos de la embajada y, en pocos minutos, mataron fácilmente a los pocos VC supervivientes, ya que la mayoría de ellos para entonces ya estaban muertos o agonizando en el jardín de la embajada a causa del prolongado tiroteo. Al mismo tiempo, un helicóptero que transportaba tropas de la 101.ª División Aerotransportada aterrizó en el tejado y procedió a barrer el edificio de la cancillería, sin encontrar ningún VC en su interior.: 29–30 
A las 09:00 horas, la embajada fue declarada segura. De los 19 VC que atacaron el edificio, 18 murieron y un VC herido fue capturado. Las pérdidas estadounidenses fueron 4 parlamentarios y 1 infante de marina muerto.
Las primeras noticias sobre el ataque a la embajada fueron enviadas por Associated Press a las 03:15 basándose en información fragmentaria; un informe posterior afirmó que tres VC habían entrado en el recinto de la embajada.: 16  Las noticias de la embajada reflejaron la confusa situación táctica. A las 07:25, Associated Press publicó una historia que decía que el VC se había apoderado de parte del primer piso del edificio de la embajada y que las fuerzas estadounidenses estaban siendo retenidas por fuego desde el edificio de la embajada. Este informe fue recogido por NBC News quien, en el Informe Huntley-Brinkley de las 18:30 EST (06:30 ICT), transmitió que el VC ocupaba el primer piso del edificio de la embajada y que las fuerzas estadounidenses estaban en los terrenos de la embajada intercambiando disparos con ellos.: 27–28  Los informes noticiosos posteriores corrigieron los hechos del ataque, pero los informes iniciales habían conmocionado al público estadounidense.
Si bien el ataque a la embajada (como gran parte de la ofensiva del Tet) fue tácticamente insignificante, tuvo un profundo impacto político y psicológico. Estados Unidos había estado luchando en Vietnam durante más de dos años y medio, 20.000 estadounidenses habían muerto y, a pesar de la presencia de casi 500.000 tropas estadounidenses en Vietnam, el VC había logrado penetrar la embajada de Estados Unidos.

### Post-Ofensiva del Tet
El 4 de noviembre de 1968, el embajador Bunker entregó un pergamino de agradecimiento al LTC Tyler H. Fletcher, comandante del 716.º Batallón de Policía Militar, por su papel en la defensa de la embajada. El embajador Bunker también dedicó una placa en el vestíbulo de la cancillería en conmemoración de los cuatro parlamentarios y un infante de marina que murieron defendiendo la embajada.
El 18 de febrero de 1971 se produjo un ataque con bombas incendiarias contra la embajada.

## Caída de Saigón y Operación Frequent Wind
El 12 de abril de 1975, la 9.ª Brigada Anfibia de la Infantería de Marina (9.ª MAB), que debía suministrar helicópteros y una fuerza de seguridad para la evacuación, envió una delegación para consultar con el embajador Graham Martin sobre los planes actuales. El embajador Martin les dijo que no toleraría ninguna señal exterior de que Estados Unidos tenía la intención de abandonar Vietnam del Sur. Toda planificación debería realizarse con la máxima discreción. El general de brigada Richard E. Carey, comandante del 9º MAB, voló a Saigón al día siguiente para ver al embajador Martin. Más tarde dijo que "la visita fue fría, no productiva y parecía irritante para el embajador".
El 25 de abril, 40 infantes de marina del noveno MAB en el USS Hancock fueron trasladados en helicópteros de Air America vestidos de civil al complejo DAO para aumentar los 18 guardias de seguridad marinos asignados para defender la embajada, y se asignaron 6 infantes de marina adicionales para proteger al embajador Martín.
El embajador Martin se mantuvo optimista de que se podría llegar a un acuerdo negociado mediante el cual Estados Unidos no tendría que retirarse de Vietnam del Sur y, en un esfuerzo por evitar el derrotismo y el pánico, dio instrucciones específicas al mayor James Kean, oficial al mando del Batallón de la Guardia de Seguridad Marina y el comandante de la fuerza de apoyo terrestre del complejo de la Embajada de los Estados Unidos, que no podía comenzar a retirar árboles y arbustos que impedían el uso del estacionamiento de la embajada como zona de aterrizaje de helicópteros.
El 28 de abril a las 18:00, la base aérea de Tan Son Nhut fue bombardeada por tres A-37 Dragonfly pilotados por ex pilotos de la RVNAF que habían desertado a la Fuerza Aérea Popular de Vietnam en la caída de Da Nang. Los ataques esporádicos con cohetes y artillería del Ejército Popular de Vietnam (PAVN) también comenzaron a golpear el aeropuerto, aumentando a 40 disparos por hora a las 04:00 horas del 29 de abril.
A las 07:00, el general de división Homer D. Smith, agregado de defensa, informó al embajador Martin que debían cesar las evacuaciones con alas fijas y que debía comenzar la Operación Frequent Wind, la evacuación en helicóptero del personal estadounidense y de los vietnamitas en riesgo. El embajador Martin se negó a aceptar la recomendación del general Smith y, en cambio, insistió en visitar Tan Son Nhut para examinar la situación por sí mismo. Finalmente a las 10:51 se dio la orden de iniciar la Operación Frequent Wind, sin embargo debido a confusión en la cadena de mando el General Carey no recibió la orden de ejecutar hasta las 12:15.: 183 
Los dos principales puntos de evacuación elegidos para la Operación Frequent Wind fueron el complejo DAO adyacente al aeropuerto Tan Son Nhut para los evacuados civiles estadounidenses y vietnamitas y la embajada para el personal de la embajada.: 196 
En la mañana del 29 de abril se estimaba que aproximadamente 10.000 personas se habían reunido alrededor de la embajada, mientras que unos 2.500 evacuados se encontraban en los recintos de la embajada y el consulado. De 10:00 a 12:00, el Mayor Kean y sus marines talaron árboles y movieron vehículos para crear una zona de aterrizaje en el estacionamiento de la embajada detrás del edificio de la cancillería. Ahora había dos zonas de aterrizaje disponibles en el recinto de la embajada, la azotea para los UH-1 y los CH-46 Sea Knights y la nueva zona de aterrizaje del estacionamiento para los CH-53 Sea Stallions, más pesados.: 5 

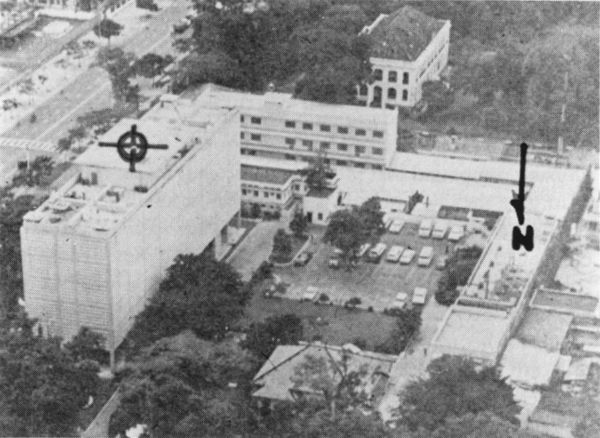
Vista aérea de la embajada de Estados Unidos en Saigón, que muestra el bulevar Thong Nhut en el extremo izquierdo, el edificio de la cancillería (izquierda), el estacionamiento (centro) y el recinto del consulado y la embajada de Francia (arriba).

Los UH-1 de Air America comenzaron a transportar a los evacuados desde otros puntos de reunión más pequeños en toda la ciudad (incluido el edificio Pittman, famoso fotografiado por Hubert van Es) y a dejarlos en la zona de aterrizaje de la azotea de la embajada.
A las 15:00 se avistaron los primeros CH-53 dirigiéndose hacia el complejo DAO en Tan Son Nhut. El Mayor Kean se puso en contacto con la Séptima Flota para informarles sobre sus necesidades de transporte aéreo; Hasta ese momento, la flota creía que todos los evacuados habían sido transportados en autobús desde la embajada al complejo DAO y que sólo se necesitarían dos helicópteros para evacuar al embajador y a los marines de la embajada.: 6 
A las 17:00 horas el primer CH-46 aterrizó en la embajada. Entre las 19:00 y las 21:00 del 29 de abril, aproximadamente 130 marines adicionales del 2.º Batallón y 4.º Marines fueron retirados del complejo DAO para reforzar la seguridad del perímetro de la embajada,: 195  lo que eleva el número total de marines en la embajada a 175.: 196  La evacuación del complejo DAO se completó alrededor de las 19:00, después de lo cual todos los helicópteros serían enviados a la embajada; sin embargo, se informó al Mayor Kean que las operaciones cesarían al anochecer. El Mayor Kean informó que la zona de aterrizaje estaría bien iluminada y que los vehículos se desplazarían por el estacionamiento de la zona de aterrizaje con los motores en marcha y los faros encendidos para iluminar la zona de aterrizaje.: 6 
A las 21:30 un piloto del CH-53 informó al Mayor Kean que el almirante Whitmire, comandante de la Task Force 76, había ordenado el cese de las operaciones a las 23:00. El Mayor Kean vio al Embajador Martin para solicitarle que se comunicara con la Oficina Oval para garantizar que el puente aéreo continuara. El embajador Martin pronto envió un mensaje al mayor Kean de que se continuarían realizando incursiones.: 6  Al mismo tiempo, el general Carey se reunió con el almirante Whitmire para convencerlo de que reanudara los vuelos a la embajada a pesar del cansancio de los pilotos y la mala visibilidad provocada por la oscuridad, los incendios y el mal tiempo.: 198 
A las 02:15 del 30 de abril, un CH-46 y un CH-53 aterrizaban en la embajada cada 10 minutos, y la embajada indicó que otros 19 ascensores completarían la evacuación.: 199  En ese momento, el Mayor Kean estimó que todavía había unos 850 evacuados no estadounidenses y 225 estadounidenses (incluidos los marines). El embajador Martin le dijo al Mayor Kean que hiciera lo mejor que pudiera.: 7  A las 03:00, el embajador Martin ordenó al mayor Kean que trasladara a todos los evacuados restantes a la zona de aterrizaje del estacionamiento, que era el perímetro final de los marines.: 7  A las 03:27, el presidente Gerald Ford ordenó que no se permitieran más de 19 ascensores adicionales para completar la evacuación.: 200 
A las 04:30, cuando ya se había excedido el límite de 19 ascensores, el Mayor Kean fue a la zona de aterrizaje de la azotea y habló por radio de un helicóptero con el General Carey, quien le informó que el presidente Ford había ordenado que el transporte aéreo se limitara al personal estadounidense y al General Carey, Comandante General, El noveno MAB ordenó al Mayor Kean que retirara a sus hombres al edificio de la cancillería y se retirara a la zona de aterrizaje de la azotea para su evacuación.: 7  El mayor Kean regresó a la planta baja de la cancillería y ordenó a sus hombres que se retiraran formando un gran semicírculo en la entrada principal de la cancillería. La mayoría de los marines estaban dentro de la cancillería cuando la multitud afuera de la embajada irrumpió por las puertas del recinto. Los marines cerraron y echaron cerrojo a la puerta de la cancillería, Seabees cerró los ascensores en el sexto piso y los marines se retiraron por las escaleras cerrando las rejas detrás de ellos. En la planta baja, un camión cisterna de agua atravesó la puerta de la cancillería y la multitud comenzó a subir por el edificio hacia la azotea. Los marines en la azotea habían sellado las puertas de la azotea y estaban usando mazas para disuadir a la multitud de intentar abrirse paso. Disparos esporádicos procedentes de los alrededores de la embajada pasaron por encima del tejado.: 7–8 
A las 04:58, el embajador Martin abordó un USMC CH-46, distintivo de llamada "Lady Ace 09" del HMM-165 y fue trasladado en avión al USS Blue Ridge. Cuando Lady Ace 09 transmitió "Tiger está fuera", los helicópteros que aún volaban pensaron que la misión estaba completa, retrasando así la evacuación a los marines desde la azotea de la embajada.: 200 
Los CH-46 evacuaron al equipo de aterrizaje del batallón a las 07:00, y después de una espera ansiosa, llegó un solitario CH-46 "Swift 2-2" del HMM-164: 200  para evacuar al Mayor Kean y a los diez hombres restantes de los Guardias de Seguridad Marina; este último helicóptero despegó a las 07:53 del 30 de abril y aterrizó en el USS Okinawa a las 09:30.: 8  A las 11:30, los tanques del EPV atravesaron las puertas del palacio presidencial (ahora Palacio de la Reunificación) e izaron la bandera del Viet Cong sobre el edificio; la guerra de Vietnam había terminado.
Los pilotos marinos acumularon 1.054 horas de vuelo y realizaron 682 salidas durante la Operación Frequent Wind, evacuando a 5.000 de Tan Son Nhut y a 978 estadounidenses y 1.120 nacionales vietnamitas y de terceros países de la embajada.: 201  Unos 400 evacuados quedaron en la embajada, entre ellos más de 100 ciudadanos surcoreanos.
Lady Ace 09, CH-46 número de serie 154803 ahora se exhibe en el Museo de Aviación Flying Leatherneck en San Diego, California.

## Período de posguerra hasta la actualidad

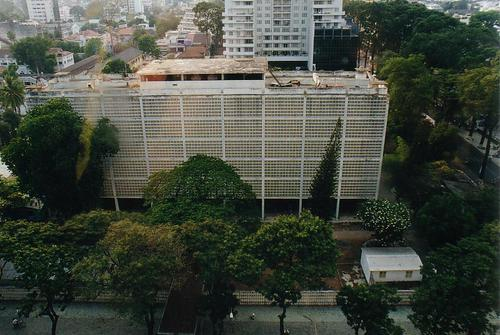
Antiguo edificio de la cancillería, al otro lado de Le Duan Boulevard, poco antes de su demolición en abril de 1998.

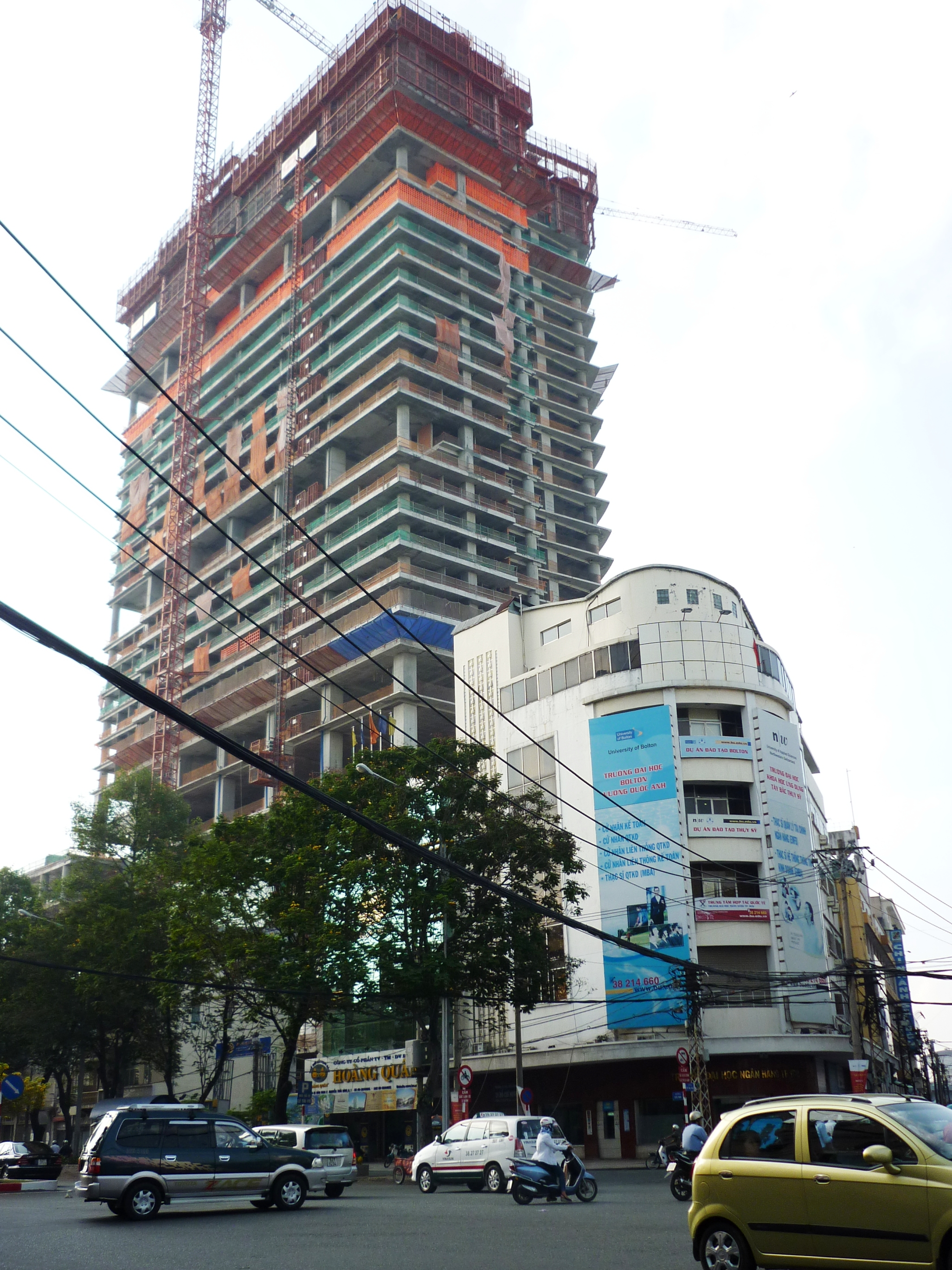
Antiguo edificio de la primera embajada en 2011.

Poco después de tomar Saigón el 30 de abril, soldados y oficiales de inteligencia norvietnamitas fueron a la embajada desierta, donde encontraron numerosos documentos clasificados abandonados. La mayoría de los documentos quedaron destruidos. De los destrozados, algunos no fueron quemados a tiempo y las piezas fueron reconstituidas y utilizadas para localizar a empleados survietnamitas del gobierno estadounidense, incluida la Agencia Central de Inteligencia.
El edificio de la embajada, así como la embajada del Reino Unido situada al otro lado de la calle, fueron utilizados como oficinas de la compañía petrolera nacional vietnamita, PetroVietnam, durante los años 1980.
Tras el establecimiento de relaciones diplomáticas entre Estados Unidos y la República Socialista de Vietnam, en 1995 se abrió una nueva embajada estadounidense en Hanói y el sitio de la antigua embajada estadounidense en Saigón fue devuelto al gobierno estadounidense.

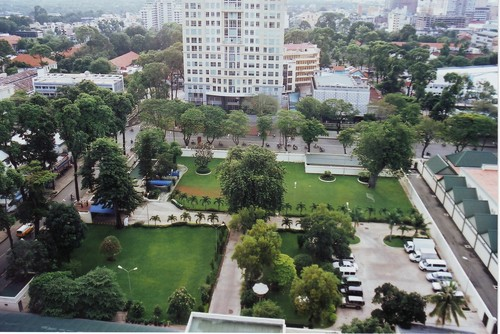
Sitio del recinto de la embajada en 2003.

Se decidió que el antiguo edificio de la embajada era inutilizable después de más de 20 años de abandono en el clima tropical de Vietnam, pero también que debido a que la historia del edificio en sí tenía connotaciones tan negativas, no encajaba con la nueva relación entre Estados Unidos y Vietnam. El antiguo edificio de la embajada fue demolido entre mayo y julio de 1998, durante el cual dos trabajadores de demolición vietnamitas murieron después de caer varios pisos por el hueco de un ascensor. El nuevo Consulado General se construyó en el antiguo recinto consular adyacente al antiguo emplazamiento de la embajada. Durante la demolición de la embajada, la escalera que iba desde la azotea de la embajada hasta el helipuerto fue retirada y enviada de regreso a los Estados Unidos, donde ahora se exhibe en el Museo Presidencial Gerald R. Ford.

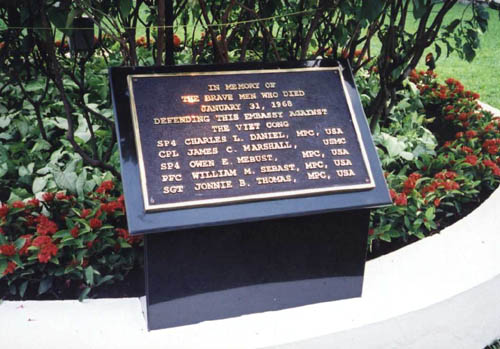
Placa que conmemora a los soldados estadounidenses que murieron defendiendo la embajada durante la ofensiva del Tet.

A principios de 1998, el gobierno vietnamita erigió un monumento de piedra roja al Viet Cong que luchó en la embajada durante la ofensiva del Tet en la acera frente a la puerta principal del antiguo recinto de la embajada que aún permanece allí hoy. Antes de la demolición, el entonces embajador de Estados Unidos en Vietnam, Pete Peterson, sugirió que el sitio de la antigua embajada se utilizara para ganar dinero, ya que el complejo estaba en medio de un costoso distrito comercial, y aunque hubo discusiones sobre la construcción de una torre de oficinas en el sitio para alquilarla a inquilinos privados, nunca se construyó nada.
Quedan algunos restos visibles de la antigua embajada, en particular las grandes macetas redondas de hormigón que se encontraban frente a la embajada y que fueron utilizadas como posiciones de tiro por el Viet Cong durante la ofensiva del Tet. Otros restos de la antigua embajada incluyen un gran baniano en el estacionamiento que data del siglo XIX, así como un asta de bandera cerca de la entrada de Le Duan que fue un regalo de la Standard Oil Company en 1929 y desde entonces se ha utilizado en todas las misiones diplomáticas estadounidenses en Saigón. La base de ese asta de bandera está hecha de granito negro rescatado del antiguo edificio de la embajada. El sitio actual del edificio de la embajada se utiliza ahora para grandes recepciones y prácticas de fútbol por parte del personal del Consulado.
El 14 de noviembre de 2002 se llevó a cabo una ceremonia de dedicación de la placa de reemplazo que conmemora al guardia de seguridad de la Marina de los EE. UU. y a los cuatro policías militares que murieron defendiendo la embajada. La placa original se dejó en la embajada durante la caída de Saigón y posteriormente estuvo en exhibición en el Museo de los Restos de la Guerra antes de desaparecer.